# 電光石火バットマン
電光石火バットマン（でんこうせっかバットマン、原題：The New Adventures of Batman）は、アメリカ合衆国のテレビアニメ。1977年2月12日から5月28日までCBSで放送された。日本では日本テレビで1987年1月11日から3月29日まで放送され、テレビ東京で1990年1月23日から3月13日まで「アミューズメント・シアター バットマン」として放送された。
本編のキャラクターデザインや街の風景などは1968年に製作された「まんがバットマン」と同じで、その作品の続編でもある。日本テレビ版は普通の翻訳で行われ、テレビ東京版ではアドリブ気味な演出が多かった。

## ストーリー
ゴーサム・シティ（ゴッサム・シティ）でスーパーヒーローとして活躍するバットマンとロビン。バット・シグナルが鳴ったら、すぐに現場へ駆けつける。ゴーサムで悪事を働くジョーカー、ペンギン、キャットウーマン、クレイフェイス、エレクトロ、ザーボアたちを倒し、事態を混乱させるバットマイトの迷惑行為を避けながらゴーサム・シティの平和を守り抜く。

## キャラクター
バットマン / ブルース・ウェイン
声 - アダム・ウェスト / 銀河万丈（日本テレビ版）、三宅裕司（テレビ東京版）
ロビン / ディック・グレイソン
声 - バート・ウォード / 堀川亮（日本テレビ版）、小倉久寛（テレビ東京版）
バットガール / バーバラ・ゴードン
声 - メレンディ・ブリット / 土井美加（日本テレビ版）、宮崎ますみ（テレビ東京版）
バットマイト
声 - ルー・シャイマー / 田中真弓（日本テレビ版）、深津絵里（テレビ東京版）
ゴードン本部長
声 - レニー・ワインリブ / 大木民夫（日本テレビ版）、山崎大輔（テレビ東京版）
ジョーカー
声 - レニー・ワインリブ / 池田勝（日本テレビ版）、パッパラー河合（爆風スランプ）（テレビ東京版）
ペンギン/オズワルド・コブルポット
声 - レニー・ワインリブ / 野本礼三（日本テレビ版）、嘉門タツオ（テレビ東京版）
キャットウーマン
声 - メレンディ・ブリット / 吉田理保子（日本テレビ版）、西端弥生（テレビ東京版）
バット・コンピューター
声 - ルー・シャイマー / ? （日本テレビ版）、?（テレビ東京版）
クレイ・フェイス
声 - ルー・シャイマー / 島香裕（日本テレビ版）
マット・ハーゲン
声 - ルー・シャイマー / ?（日本テレビ版）
ミスター・フリーズ
声 - レニー・ワインリブ / ?（日本テレビ版）
エレクトロ
声 - レニー・ワインリブ / ?（日本テレビ版）、竹中直人（テレビ東京版）
カメレオン
声 - レニー・ワインリブ / ?（日本テレビ版）
ドクター・デヴィアス
声 - レニー・ワインリブ / ?（日本テレビ版）
ザーボア
声 - ? / 八奈見乗児（日本テレビ版）
見張り
声 - ? / 小室正幸（日本テレビ版）
甘党デブリン
声 - ? / 寺脇康文（テレビ東京版）
ねんどマン
声 - ? / 永田耕一（テレビ東京版）
ザーボア（テレビ東京版では青虫怪人ザボア）
声 - ? / ?（日本テレビ版）、竹中直人（テレビ東京版）
ナレーター（テレビ東京版のみ）
声 - 八木橋修
テレビ東京で放送された「アミューズメント・シアター バットマン」のナレーション。
※テレビ東京版では、その他モブ役をSET隊の3人（岸谷五朗・寺脇康文・山田幸伸）がそれぞれ担当。

## エピソード
日本テレビ版では全12話で構成され、3部構成のザーボア編を全て放送している。しかし、テレビ東京版ではザーボア編のみ最終章しか放送されていない。日本の放送ではスイート・トゥースという悪者は登場しなかった。
| # (NTV版) | # (TX版) | #  | タイトル (NTV版)   | タイトル (TX版)              | 原題                                    | 登場する悪役                                                 | 脚本                                  | 放送日 (NTV版) | 放送日 (TX版)  |
| --------- | -------- | -- | ------------------ | ---------------------------- | --------------------------------------- | ------------------------------------------------------------ | ------------------------------------- | -------------- | -------------- |
| 1         | 1        | 1  | 自動車爆弾をさがせ | ジョーカーの逆襲             | The Pest                                | ジョーカー                                                   | チャック・メンヴィル レン・ジャンソン | 1987年 1月11日 | 1990年 1月23日 |
| 2         | -        | 2  | 月の超人ムーンマン | N/A                          | The Moonman                             | ムーンマン                                                   | チャック・メンヴィル レン・ジャンソン | 1月18日        | N/A            |
| ?         | 2        | 3  | N/A                | キャットウーマンの陰謀       | Trouble Identity                        | キャットウーマン                                             | ビル・ダンチ ジム・ライアン           | N/A            | 1月30日        |
| ?         | -        | 4  | N/A                | N/A                          | A Sweet Joke On Gotham City             | スウィート・トゥース                                         | マーク・フィンク                      | N/A            | N/A            |
| 3         | 5        | 5  | バミューダ海賊の謎 | 甘党デブリンの太っちょ大作戦 | The Bermuda Rectangle                   | バブルス教授                                                 | アーサー・ナデル                      | 1月25日        | 2月27日        |
| 5         | 6        | 6  | 戦慄！ミクロ化光線 | 寸づまり光線男エレクトロ登場 | Bite-Sized                              | エレクトロ                                                   | レン・ジャンソン                      | 2月8日         | 3月6日         |
| ?         | 3        | 7  | N/A                | 恐怖！ペンギン男の泥棒学校   | Reading, Writing & Wronging             | ペンギン                                                     | マーク・フィンク                      | N/A            | 2月13日        |
| 6         | 4        | 8  | 変身超人カメレオン | 変身男カメレオンの正体       | The Chameleon                           | カメレオン                                                   | チャック・メンビル                    | 2月15日        | 2月20日        |
| ?         | -        | 9  | N/A                | N/A                          | He Who Laughs Last                      | ジョーカー                                                   | アーサー・ナデル                      | N/A            | N/A            |
| 7         | -        | 10 | 氷づけ? バットマン | N/A                          | The Deep Freeze                         | ミスター・フリーズ                                           | マーク・フィンク                      | 2月22日        | N/A            |
| 8         | -        | 11 | にせバットマン登場 | N/A                          | Dead Ringers                            | クレイフェイス                                               | レン・ジャンソン                      | 3月1日         | N/A            |
| 4         | -        | 12 | 救え！石油パニック | N/A                          | Curses! Oiled Again!                    | クレイフェイス キャットウーマン                              | チャック・メンヴィル レン・ジャンソン | 2月1日         | N/A            |
| 9         | -        | 13 | 悪に変身? 恐怖の薬 | N/A                          | Birds Of A Feather Fool Around Together | ペンギン ジョーカー                                          | チャック・メンヴィル レン・ジャンソン | 3月8日         | N/A            |
| 10        | -        | 14 | 宇宙の怪人ザーボア | N/A                          | Have An Evil Day Part 1                 | ザーボア ジョーカー ペンギン クレイフェイス キャットウーマン | 不明                                  | 3月15日        | N/A            |
| 11        | -        | 15 | 惑星アーゴの決戦!  | N/A                          | Have An Evil Day Part 2                 | ザーボア ジョーカー ペンギン クレイフェイス キャットウーマン | 不明                                  | 3月22日        | N/A            |
| 12        | 7        | 16 | 怪人ザーボアの復讐 | 史上最大の敵 青虫怪人ザボア  | This Looks Like A Job For Bat-Mite!     | ザーボア                                                     | チャック・メンヴィル レン・ジャンソン | 3月29日        | 3月13日        |

## 主題歌

### 日本テレビ版
この2曲はフォーライフ・レコード（現：フォーライフミュージックエンタテイメント）から発売。アルバムでは、この2曲を収録したオープニングテーマを題名とした物と「complete suecrealisme」（後にCD化）がある。レコチョクでも視聴可能である。いずれも、バットマンらしい楽曲で歌われていた。
オープニング「BAT MAN 〜crescent night story〜」
作詞 - 只野菜摘、作曲 - 中崎英也、編曲 - 入江純、歌 - SUE CREAM SUE (シュー・クリームシュ)
エンディング「I LOVE バットマン」
作詞 - 佐藤純子、作曲 - 中崎英也、編曲 - 入江純、歌 - SUE CREAM SUE

### テレビ東京版
オープニング映像では、本作の出演者たちが自己紹介をする場面が流れた。エンディング映像では、出演者全員がアフレコしている姿がみられた。
オープニング「クリミナル・ファイター」
作曲 - 延原達治、手塚稔、歌 - THE PRIVATES
エンディング「SHERRY (reason for tears)」
作詞 - 延原達治、作曲 - 延原達治、手塚稔、歌 - THE PRIVATES

## スタッフ
- 原案 - ボブ・ケイン、ビル・フィンガー
- 監督 - ドン・トゥースリー
- 製作総指揮 - ノーム・プレスコット、ルー・シェイマー
- 制作 - フィルメーション、DCコミックス、ワーナー・ブラザース・テレビジョン（現:ワーナー・ブラザース・ディスカバリー[6]）

## 日本語版スタッフ

### 日本テレビ版
翻訳 - 井場洋子
演出 - 加藤敏
日本語版制作 - 東北新社

### テレビ東京版
- 企画 - 中原研一（テレビ東京）、出口考臣（アミューズ）、白石千江男（アミューズ）、松野怜（アミューズ）
- 日本語版制作 - 東北新社
- 翻訳 - 上妻冬子
- 脚本 - 石川雄一郎
- 担当 - 熊沢博之、岩淵昇
- 演出 - 小山悟（東北新社）
- 演出補 - 脇坂清人（テレビ東京）
- 技術 - 中村孝夫（テレビ東京）
- 美術 - 宇都木民雄（テレビ東京）
- 音楽 - ザ・プライベーツ（東芝EMI）
- 音効 - 和気誠司（音響企画）
- 編集 - 小野猛（ディー・ヴィー・シー）
- MA - 阿尾茂毅（ディー・ヴィー・シー）
- 制作協力 - アミューズ、黒岩昭夫（ワーナー・ブラザース）
- プロデューサー - 中原研一（テレビ東京）
- 制作・著作 - テレビ東京

## 放送局

### 日本テレビ版
出典
- 日本テレビ (NTV)
- 宮城テレビ (MMT)
- 福島中央テレビ (FCT)
- テレビ新潟 (TNN)
- 静岡第一テレビ (SDT)
- 中京テレビ (CTV)
- 読売テレビ (YTV)
- 広島テレビ (HTV)
- 日本海テレビ (NKT)
- 西日本放送 (RNC)
- 福岡放送 (FBS)
- 熊本県民テレビ (KKT)

### テレビ東京版
この「アミューズメント・シアター」はテレビ東京系で放送され、TVQ九州放送は未開局である。
- テレビ東京 (TX)
- テレビ大阪 (TVO) - 曜日不明の18時頃

## 映像ソフト化
アメリカでは2007年6月26日にワーナー・ホーム・ビデオから全16話を収録したDVDが発売された。日本未発売。
本作の第1話については「Saturday Morning Cartoons: 1970's Vol.1」というDVDにも収録されている。その中には「ジャングルの王者ターザン」（1978年夏頃にフジテレビの夏休みまんが大会で放送）と一緒に収録されている。
いずれもリージョン1のため、再生可能なリージョン・フリーのDVDプレイヤーもしくはPCが必要となる。
ワーナー・ブラザース・ホーム・エンターテイメントは、2024年6月25日にブルーレイを発売することを発表。